# Hiệp Lực, Thái Nguyên
Hiệp Lực là một xã ở phía bắc của tỉnh Thái Nguyên, Việt Nam.

## Địa lý
Xã Hiệp Lực có vị trí địa lý:
- Phía đông giáp xã Thượng Quan và xã Văn Lang
- Phía tây giáp xã Nà Phặc, xã Thượng Minh và xã Phủ Thông
- Phía nam giáp xã Văn Lang và xã Vĩnh Thông
- Phía bắc giáp xã Nà Phặc và xã Thượng Quan.

Xã Hiệp Lực có diện tích 105,02 km², dân số năm 2025 là 7.317 người.
Xã có tuyến quốc lộ 279 chạy qua theo chiều đông - tây, song song với khuổi (suối) Duông, giao với quốc lộ 3. Trên địa bàn xã còn có một số khe suối như khuổi Duông, khuổi Mỳ, khuổi Đà.

## Lịch sử
Xã Lãng Ngâm được đổi tên từ xã Liên Hiệp và xã Hương Nê được đổi tên từ xã Nỗ Lực vào ngày 12 tháng 5 năm 1964 theo Quyết định số 150-NV của Bộ Nội vụ.
Trước khi sáp nhập, xã Hương Nê có diện tích 23,60 km², dân số là 1.353 người, mật độ dân số đạt 57 người/km², có 12 thôn, bản: 1, 2, Cấu, Khuổi Ổn, Lũng Ngù, Nà Càng, Nà Nạc 1, Nà Nạc 2, Nặm Dân, Nặm Nầu, Phiêng Pục, Quản. Xã Lãng Ngâm có diện tích 28,26 km², dân số là 2.735 người, mật độ dân số đạt 97 người/km², có 13 thôn, bản: Bó Lếch, Bó Tính, Củm Nhá, Khét, Khuổi Bốc, Khuổi Luông, Nà Lạn, Nà Toòng, Nà Vài, Pù Cà, Phạc Lốm, Phia Khao, Sam Pác.
Ngày 10 tháng 1 năm 2020, Ủy ban Thường vụ Quốc hội ban hành Nghị quyết số 855/NQ-UBTVQH14 về việc sắp xếp các đơn vị hành chính cấp xã thuộc tỉnh Bắc Kạn (nghị quyết có hiệu lực từ ngày 1 tháng 2 năm 2020). Theo đó, sáp nhập toàn bộ diện tích và dân số của hai xã Hương Nê và Lãng Ngâm thành xã Hiệp Lực.
Tháng 6 năm 2025, xã Hiệp Lực được thành lập trên cơ sở nhập toàn bộ diện tích tự nhiên, quy mô dân số của xã Thuần Mang (diện tích tự nhiên là 53,07 km², dân số là 2.705 người) và xã Hiệp Lực (diện tích tự nhiên là 51,95 km², dân số là 4.612 người) của huyện Ngân Sơn. Trụ sở làm việc của xã nằm tại xã Hiệp Lực cũ.

## Hành chính
Đến năm 2019, xã Thuần Mang có 17 thôn là Khu Chợ, Nà Mu, Bản Băng, Bản Giang, Khuổi Tục, Thôm Tà, Đông Tạo, Nà Dầy, Thôm Án, Cốc Ỏ, Lũng Miệng, Khuổi Chắp, Khau Thốc, Nà Coóc, Nà Chúa, Khuổi Lầy, Bản Nìm.
Xã Hương Nê có bảy thôn là Nà Nạc, Khuổi Ổn, Bản Cấu, Bản Quản, Liên Kết, Phiêng Pục, Nà Càng.
Xã Lãng Ngâm có năm thôn là Nà Lạn, Khuổi Luông, Nà Vài, Bó Lếch, Pù Cà.